# Liolaemus cuyumhue
La lagartija de Vaca Muerta (Liolaemus cuyumhue) es una especie de lagarto liolaémido del género Liolaemus. Este saurio habita en ambientes desérticos del sudoeste de la Argentina.

## Taxonomía y características
Liolaemus cuyumhue fue descrita originalmente en el año 2009 por los herpetólogos Luciano Javier Ávila, Mariana Morando, Daniel Roberto Pérez y Jack W. Sites Jr., integrantes del Laboratorio de Rehabilitación y Restauración de Ecosistemas Áridos y Semiáridos (Larrea, Facultad de Ciencias del Ambiente y la Salud) de la Universidad Nacional del Comahue y del Instituto Patagónico para el Estudio de los Ecosistemas Continentales (Ipeec-Conicet) de Puerto Madryn.
Ejemplar tipo
El ejemplar holotipo designado es el catalogado como: MACN 38981; se trata de un macho adulto el cual fue capturado el 2 de febrero de 2003  por Luciano Javier Ávila, Mariana Morando, Daniel Roberto Pérez y Katharina Dittmar de la Cruz. Se encuentra depositado en la colección de herpetología del Museo Argentino de Ciencias Naturales Bernardino Rivadavia-CONICET (MACN), ubicado en la ciudad de Buenos Aires, capital de la Argentina.
Localidad tipo
La localidad tipo referida es: “dunas de arena en las coordenadas: 38°11′S 69°01′O / -38.183, -69.017, a una altitud de 259 m s. n. m.,   
cerca de la Ruta Provincial 7, a 28,7 km al noroeste de Añelo, Cuenca de Añelo, departamento Añelo, provincia del Neuquén, Argentina”.
Etimología
Etimológicamente el término genérico Liolaemus se origina en dos palabras del idioma griego, lio que significa ‘liso’ y laemus (de laimos) que se traduce como ‘garganta’. El nombre específico cuyumhue refiere a las características del sustrato de la localidad tipo, ya que dicha palabra en el idioma mapuche significa ‘lugar arenoso’.

## Caracterización y relaciones filogenéticas
Liolaemus cuyumhue es un lagarto pequeño, de conformación esbelta. Pertenece al “grupo de especies Liolaemus wiegmannii”, viviendo en marcado aislamiento geográfico con respecto a los restantes integrantes del conjunto. Las especies más estrechamente relacionadas con L. cuyumhue son L. multimaculatus y L. riojanus, de las que puede distinguirse por su patrón cromático distintivo, por carecer de manchas supraescapulares y por su tamaño más pequeño.

## Distribución y costumbres
Es un saurio endémico de la región conocida como bajo de Añelo, en el este de la provincia del Neuquén, al noroeste de la Patagonia argentina. Habita en dunas arenosas con vegetación del monte en las localidades de Aguada Pichana, Aguada San Roque y Loma La Yegua. Esta área presenta un clima desértico y es azotada por fuertes vientos. Su adaptación al microambiente dunícola le permite “bucear” bajo la arena gracias a que cuenta con un complejo sistema respiratorio.

## Conservación
En el año 2012, un equipo de especialistas recomendó que, según los lineamientos para discernir el estatus de conservación de los taxones, los que fueron estipulados por la organización internacional dedicada a la conservación de los recursos naturales Unión Internacional para la Conservación de la Naturaleza (IUCN) para su obra Lista Roja de Especies Amenazadas, Liolaemus cuyumhue sea clasificada como una especie vulnerable (VU).
Sin embargo, en el año 2018 fue categorizada como una especie en “peligro crítico de extinción” (CR). Esto se debió a que compañías de explotación de petróleo y gas natural realizan en su pequeña área de distribución geográfica, las operaciones más intensivas de la Argentina, modificando los hábitats adecuados para esta especie. Esto podría conspirar con la obtención, por parte de las empresas concesionarias, del indispensable apoyo crediticio internacional.